# Löschenmühle
Löschenmühle ist ein Gemeindeteil der Stadt Feuchtwangen im Landkreis Ansbach (Mittelfranken, Bayern). Löschenmühle liegt in der Gemarkung Aichau.

## Geografie
Die Einöde liegt in einer östlichen Ausbauchung des Feuchtwanger Stadtgebietes im Bereich der Mündung des Tenscherbachs in den nach Osten und von rechts zur Wieseth fließenden Ahornbach. Am Westrand des Anwesens mit nur einer Hausnummer, aber einem halben Dutzend Nebengebäuden liegt ein vom Ahornbach-Hauptarm gespeister Mühlteich mit einer Größe von 5 Ar, in den auch ein Nebenarm des Tenscherbachs einläuft, während dessen Hauptarm reichlich hundert Meter nach der Löschenmühle mündet. Ein tieferliegender Nebenzweig des Ahornbachs zieht am Südrand des Ortes vorbei in der Talmitte. Nordöstlich der Löschenmühle steht auf dem linken Talhang der sich noch weit bachabwärts ins Gebiet der Nachbarstadt Herrieden ziehende Wald Zescherberg, am südlichen Hang das kleinere Mühlholz.
Naturräumlich zählt die Umgebung zum Mittelfränkischen Becken, worin der Ort auf bis zum Gipskeuper eingetieften Talgrund steht.
Eine Gemeindeverbindungsstraße führt über die Jakobsmühle nach Unterahorn zur Kreisstraße AN 52 (1,2 km westlich). Wirtschaftswege führen nach Aichau (0,8 km nördlich), nach Lölldorf (1,4 km südöstlich) und nach Leichsenhof (0,9 km südlich).

## Geschichte
Von 1797 bis 1808 unterstand der Ort dem Justiz- und Kammeramt Feuchtwangen. Mit dem Gemeindeedikt (frühes 19. Jahrhundert) wurde Löschenmühle dem Steuerdistrikt Heilbronn und der Ruralgemeinde Aichau zugeordnet. Im Zuge der Gebietsreform in Bayern wurde Löschenmühle am 1. Januar 1972 nach Feuchtwangen eingemeindet.

## Einwohnerentwicklung
| Jahr      | 001818 | 001840 | 001861 | 001871 | 001885 | 001900 | 001925 | 001950 | 001961 | 001970 | 001987 |
| Einwohner | 6      | 7      | 15     | 6      | 9      | 6      | 6      | 8      | 4      | 4      | 4      |
| Häuser    | 1      | 1      |        |        | 2      | 2      | 1      | 1      | 1      |        | 1      |
| Quelle    | [ 8 ]  | [ 9 ]  | [ 10 ] | [ 11 ] | [ 12 ] | [ 13 ] | [ 14 ] | [ 15 ] | [ 16 ] | [ 17 ] | [ 1 ]  |

## Religion
Der Ort ist seit der Reformation evangelisch-lutherisch geprägt und bis heute nach St. Johannis (Feuchtwangen) gepfarrt. Die Einwohner römisch-katholischer Konfession sind nach St. Ulrich und Afra (Feuchtwangen) gepfarrt.